# Simon Ratcliffe
Simon Ratcliffe (* 8. Februar 1967 in Davyhulme, Trafford) ist ein ehemaliger englischer Fußballspieler.

## Karriere
Ratcliffe war in sieben seiner acht Einsätze Kapitän der englischen Schülernationalmannschaft und verletzte sich in seinem letzten Spiel für die Auswahl gegen Schottland derart, dass ihm die Milz entfernt werden musste. 1983 stieß er zum Jugendteam von Manchester United und erhielt dort im Februar 1985 einen Profivertrag. Im August desselben Jahres nahm er mit der englischen Jugendnationalmannschaft an der Junioren-Weltmeisterschaft in der Sowjetunion teil, als das englische Team bereits in der Vorrunde scheiterte. Ratcliffe gehörte dabei nicht zu den 30 vorab gemeldeten, potentiellen Turnierteilnehmern, zahlreiche Absagen und Freigabeverweigerungen führten aber dazu, dass er, wie auch einige andere Spieler, noch in das nur 16-köpfige Rumpfaufgebot nachrückte. Der Mittelfeldakteur stand dabei in allen drei Vorrundenpartien über die volle Distanz auf dem Platz.
Obwohl Ratcliffe bei Manchester United nicht den Durchbruch in die Profimannschaft schaffte und nur in Freundschaftsspielen für die 1. Mannschaft zum Einsatz kam, war Norwich City 1987 bereit, ihn für 40.000 Pfund Ablöse zu verpflichten. Norwich hatte zu dieser Zeit eine leistungsfähige Mannschaft und platzierte sich mehrfach im Spitzenfeld der First Division. Er brachte es, auch aufgrund eines Beinbruchs kurz nach seinem Norwich-Debüt, in zwei Jahren nur zu neun Einsätzen in dieser gewachsenen Mannschaft, bevor Steven Perryman ihn für die vereinsinterne Rekordablösesumme von 160.000 Pfund zum Drittligisten FC Brentford holte. Bei Brentford gehörte er die folgenden sechs Spielzeiten zum Stammpersonal. 1992 schaffte er mit dem Klub den Aufstieg in die zweithöchste Spielklasse, dem aber bereits in der folgenden Saison der Wiederabstieg folgte. Zudem erreichte er 1989 mit Brentford das Viertelfinale im FA Cup, in dem man dem amtierenden Meister FC Liverpool unterlag.
1995 wurde sein Vertrag bei Brentford nicht mehr erneuert und er wechselte ablösefrei zum Viertligisten FC Gillingham, dem er in seiner ersten Saison zum Aufstieg in die dritte Spielklasse verhalf. Zwei Jahre später beendete er seine Karriere und übernahm eine Position im Verein. Ratcliffe kehrte 2000 nach Norwich zurück und arbeitet dort in einem Gefängnis.